# Villarzel-du-Razès
Villarzel-du-Razès (okzitanisch: Vilarzèl de Rasés) ist eine südfranzösische Gemeinde mit 95 Einwohnern (Stand: 1. Januar 2022) im Zentrum des Départements Aude in der Region Okzitanien (vor 2016 Languedoc-Roussillon). Die Gemeinde gehört zum Arrondissement Limoux und zum Kanton La Piège au Razès. Die Einwohner werden Villarzelois genannt.

## Lage
Villarzel-du-Razès liegt in der südöstlichen Randzone des Lauragais in der ehemaligen Grafschaft Razès etwa 13 Kilometer westsüdwestlich von Carcassonne. Umgeben wird Villarzel-du-Razès von den Nachbargemeinden Montréal im Nordwesten und Norden, Alairac im Norden und Nordosten, Montclar im Osten, Saint-Martin-de-Villereglan und Malviès im Süden sowie Brugairolles im Westen.

## Bevölkerungsentwicklung
| Jahr                       | 1962 | 1968 | 1975 | 1982 | 1990 | 1999 | 2006 | 2013 | 2019 |
| Einwohner                  | 123  | 120  | 108  | 109  | 89   | 91   | 89   | 107  | 98   |
| Quellen: Cassini und INSEE |      |      |      |      |      |      |      |      |      |

## Sehenswürdigkeiten
- Kirche Saint-Saturnin
- Schloss Villarzel